# Paracyclops timmsi
Paracyclops timmsi is een eenoogkreeftjessoort uit de familie van de Cyclopidae. De wetenschappelijke naam van de soort is voor het eerst geldig gepubliceerd in 1969 door Kiefer.